# Haraszti Gyula
Haraszti Gyula (Kolozsvár, 1858. augusztus 25. – Budapest, 1921. július 15.) irodalomtörténész, esztéta, egyetemi tanár, a Magyar Tudományos Akadémia levelező tagja (1903) és a Kisfaludy Társaság tagja. A francia filológia hazai megalapítója.
Krumpholtz (Hantz) családi nevét 1883-ban változtatta Harasztira. Haraszti Emil (1885–1958) zenetörténész apja.

## Élete
Szerzetestanárnak készült, de tizennyolc éves korában, még fölszentelése előtt kilépett a piarista rendből. 1880-ban a Budapesti Tudományegyetemen magyarból és németből, 1882-ben a Kolozsvári Magyar Királyi Ferenc József Tudományegyetemen franciából tanári, 1891-ben a budapestin ugyanebből tárgyakból bölcsészdoktori oklevelet szerzett.
1883-tól Nagykállón, 1884-től Nagyváradon, 1887-től pedig Kassán oktatott. 1889–1890-ben Párizsban élt. 1891-től a fővárosi főreáliskola pedagógusa volt. Egy évvel később a modern francia irodalom magántanára a Budapesti Tudományegyetemen. 1895-től a kolozsvári egyetemen, 1909-től pedig ismét a budapestin a francia nyelv és irodalom tanára lett. 1903-ban a Magyar Tudományos Akadémia levelező tagjai tagjai közé választották. 1906-tól a Kisfaludy Társaság tagja volt.
Előbb a magyar irodalomból Csokonai Vitéz Mihállyal és Madách Imrével foglalkozott, később főként a francia irodalommal foglalkozott. Több külföldi – főleg francia – munkát fordított magyarra.
A Fiumei úti sírkertben fakereszttel jelölt sírhelyére (37/2-2-24) 2013-ban emelt a Nemzeti Örökség Intézete síremléket.

## Munkássága
A nagy nyelvtehetségű irodalomtudós magyar irodalomtörténeti tanulmányokkal kezdte meg pályáját (Csokonai Vitéz Mihály, Arany János, Madách Imre), de csakhamar áttért a francia irodalomtörténet művelésére. A francia filológiát ő alapította meg Magyarországon. Irodalomtörténeti frazeológiája gazdag volt, olvasottsága széleskörű, munkássága eredeti kutatásokon nyugvó és nem másodkézből átvett. (A naturalista regényről, André Chénier költészete, Molière élete és művei, A francia lírai költészet fejlődése, Corneille és kora, Edmond Rostand.) Amikor Chénier költészetéről szóló tanulmánya franciául is megjelent, egy méltatója ezt írta róla az egyik franciaországi tudományos szemlében: „Haraszti munkája a legtudósabb mindazon tudós munkák közt, amelyek napjainkig a költőről megjelentek. Ez a könyv oly lelkiismeretes munkával készült, hogy megszégyenítően hat reánk. Egészen új világot vet több pontra, teljesen új szempontból tünteti fel költőnket.” Ő írta a Heinrich Gusztáv által szerkesztett Egyetemes Irodalomtörténet francia irodalomtörténeti részét; Beöthy Zsolt képes irodalomtörténetének is munkatársa volt.
Cikkei a nagybecskereki kegyesrendi algimnázium Tudósítványában (1876. Költészetünk története), az Abafi Figyelőjében (1876. A magyar népköltészet Délmagyarországon, Népköltészeti Közlemények, III. «A királyfi» románc, IV. Kármán József. V. A debreceni kör költészete, XIX. Csokonaihoz), a kolozsvári Hölgyfutárban (1876. Újabb néprománc változatok), a Havi Szemlében (I. 1878. Zrínyi Miklós. III. 1879. Költészetünk a XVIII. században), az Ellenőrben (1877. 246., 264. sz. Magyar mithologiai apróságok: Garabonciás Diák, Ludvérc, Tüzes ember, 1878. 334. sz. A népszínmű mai álláspontja), a Nemzeti Hírlapban (1879. 126. sz. Obernyik Károly), az Egyetemes Philologiai Közlönyben (1880. Eszmék az irodalomtörténetírásról, könyvismert., 1888. Csokonai és Kotzebue, 1889. Petőfi Coriolánja, 1891. A renaissance-kori francia színpad, Psychiatria a kritikában, könyvism.), a M. Szemlében (1881. Arany János elbeszélő költészete), a Pesti Naplóban (1881. 91. sz. Arany János és a külföld, 150. sz. A comédiekről, 357. sz. könyvism.), a Kolozsvári Közlönyben (1882. cikkek és könyvism.), a nagyváradi főreáliskola Értesítőjében (1885. A francia klassikusok tanításáról), az Országos Tanáregylet Közlönyében (XVIII. 1885. A reáliskolai francia nyelvi oktatások, XIX. A francia nyelv a reáliskolában), a kassai főreáliskola Ért.-jében (1888. Goethe Iphigeniájának olvastatásához), a Budapesti Szemlében (1881., 1886-87. lord. 1888. Ohnet György, Sand György Thackeray, 1889. Tennyson, fordítások, 1890. Augier Emil, könyvism. 1891. Faguet Emil, Echegaray, Újabb nézetek a francia irodalomról, 1892. Regényes lapok az életből, Bevezetés a francia tragédia történetéhez, Egy Racine-monographia, 1893. Byron Don Juanja magyarul, 1894. Duse Eleonora, Molière életrajzának irodalma, 1895. Molière gyermek és ifjú kora stb.), a Hazánkban (1894: Uj francia lyra, Adrienne Lecouvreur).

## Művei

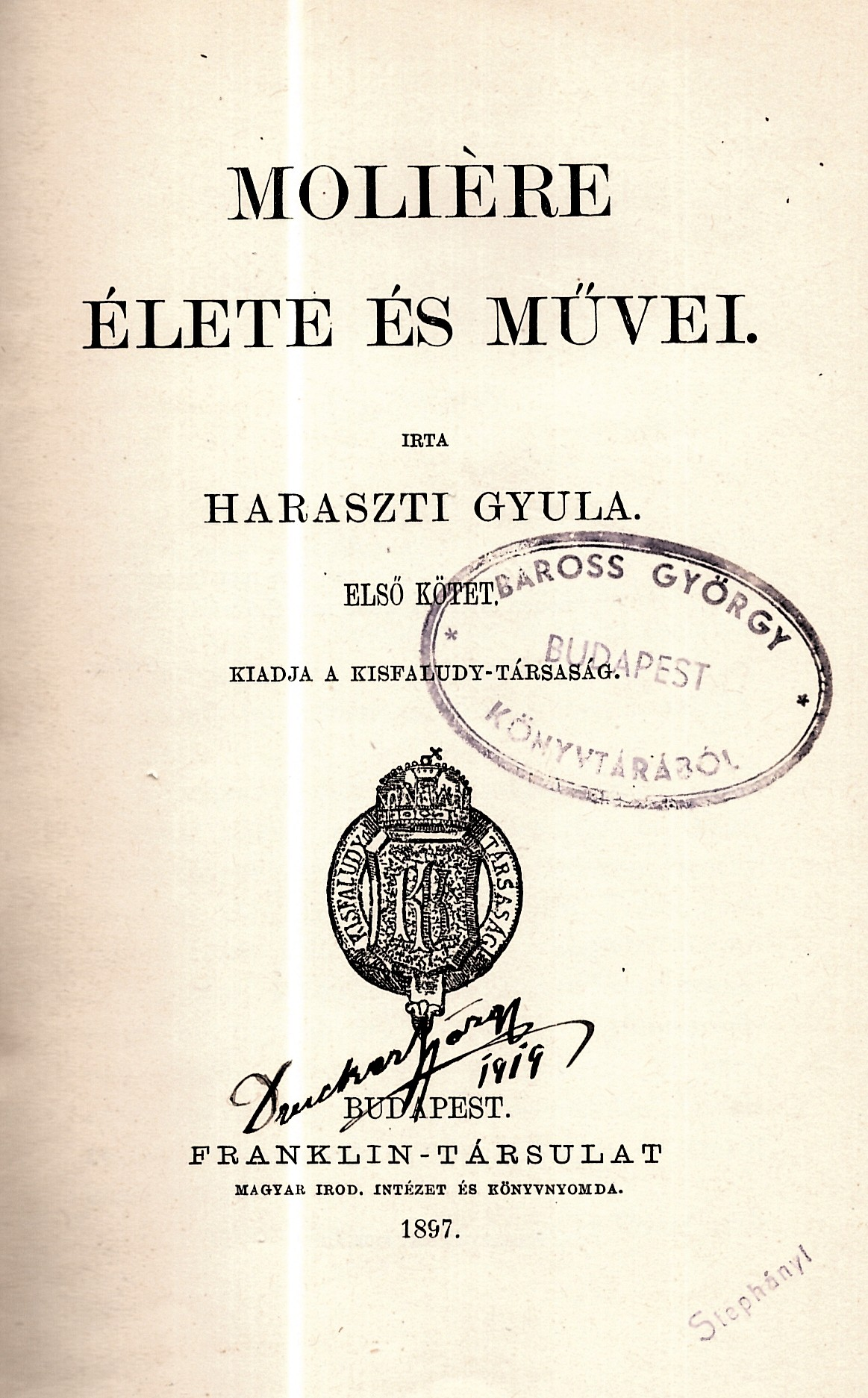
Moliére és művei

- Költészetünk új népies iránya Budapest, 1879.
- Cameron. Episod a mexikói háborúból. Louis-Lande L. után franciából ford. Budapest, 1879.
- Csokonai Vitéz Mihály (Budapest, 1880)
- Madách Imre költészetének jellemzéséhez. Kolozsvár, 1882.
- Poirier úr veje. Színmű. Augier E. és Sandeau Gy. után franciából fordította. Budapest, 1882. (Olcsó Könyvtár 146.)
- A francia költészet ismertetése. Olvasókönyv középiskolák és magán használatra. Budapest, 1886.
- A naturalista regényről (Budapest, 1886)
- Egy orgona-ág. Ouida után ford. (Budapest, 1888)
- André Chenier költészete (Budapest, 1890)
- Goethe Iphigeniájának jegyzetes kiadása. (Budapest, 1891)
- La poésie d'André Chénier. (Párizs, 1892) Online
- Kis francia nyelvtan. Iskoláknak és magán használatra. (Budapest, 1892)
- Kis német nyelvtan. Iskoláknak és magán használatra. (Budapest, 1892)
- Háromszögű kalap és egyéb beszélyek Alarcon Péter után ford. (Budapest, 1894)
- Molière élete és művei (I–II. Budapest, 1897)
- Faguet Emil:  A XVIII. század : irodalmi tanulmányok. Ford. A Magyar Tudományos Akadémia Könyvkiadó Vállalata. Új folyam (37). (Budapest. 1898)
- A francia lyrai költészet fejlődése (Budapest, 1900)
- A renaissance franczia színköltészete és színszerűség (Budapest, 1904)
- Corneille és kora (Budapest, 1906)
- Edmond Rostand (Budapest, 1912) Francia nyelvű változat
- Arany János. (Budapest, 1912) Online
- Hogy írtak és beszéltek a régi franciák? (Budapest, 1920)